# 斑翼舌鰨
斑翼舌鰨為輻鰭魚綱鰈形目鰨亞目舌鰨科的其中一種，為熱帶海水魚，分布於西太平洋澳洲北部及巴布亞紐幾內亞海域，棲息深度可達132公尺，體長可達15公分，棲息在底層水域，生活習性不明。

## 扩展阅读
維基物種上的相關：斑翼舌鰨